# Eugene Kohn
Eugene Kohn es un pianista y director de orquesta estadounidense. Nació en la ciudad de Nueva York, donde comenzó sus estudios de piano a la edad de cinco años. Comenzó su carrera muy temprano como pianista acompañante de estrellas de la ópera como María Callas, Franco Corelli, Renata Tebaldi, y el joven Luciano Pavarotti. Sus estudios formales incluyeron aprendizajes con conocidos directores como Fausto Cleva, Thomas Schippers y Erich Leinsdorf.
Después de varios años de experiencia sinfónica, sobre todo en orquesta regionales, Kohn comenzó dirigiendo asiduamente en la Ópera Metropolitana de Nueva York (1980), lo que le llevó a debutar en varios otros grandes teatros de ópera: Viena, Hamburgo, París, Roma, Nápoles, Barcelona, Buenos Aires, así como con prestigiosas orquestas del mundo.
Desde 1992 al 1997, el Maestro Kohn fue el Director Invitado Principal de la Ópera de Bonn, Alemania. Desde 1994 al 2001 fue también Director Musical de la Sinfónica de Puerto Rico, donde es actualmente (2005) Director Musical Emérito. Kohn actualmente divide su tiempo entre ópera y sinfonía, y recientemente ha realizado varios ciclos de trabajos de Gustav Mahler e Ígor Stravinski. Su experiencia en el área vocal y afinidad le hacen ser solicitado por grandes cantantes y entre los tenores que ha dirigido se encuentran Roberto Alagna, Marcelo Álvarez, Plácido Domingo, Marcello Giordani, Salvatore Licitra, Neil Shicoff, Andrea Bocelli y Luciano Pavarotti.
Eugene Kohn ha participado como pianista en la Casa Blanca para los presidentes Bill Clinton y George W. Bush, y dirigido para el presidente Ronald Reagan, así como para jefes de Estado en varios países europeos y sudamericanos. Ha dirigido varios CD y videos con Plácido Domingo, incluyendo Roman Heroes, ganador de un premio EMI, con la Sinfónica de Londres y Gala de la Ópera con Ruth Ann Swenson, Thomas Hampson y la Orquesta Filarmónica. Kohn puede ser escuchado, como acompañante de piano para el CD de María Callas (de la casa discográfica EMI) Clases Magistrales y en 2003 recreó su actual rol como el acompañamiento de María Callas en el film de Franco Zeffirelli Callas Forever, haciendo su debut de actuación en la pantalla con Fanny Ardant y Jeremy Irons. 